# Giorgio Szegö
Giorgio Szegö (Como, 10 luglio 1934 – Milano, 14 aprile 2020) è stato un matematico e funzionario italiano.

## Biografia
Laureato all'Università degli Studi di Pavia nel 1956, fu poi assistente al Politecnico di Milano; dal 1958 al 1960 lavorò all'Università Tecnica di Darmstadt. Nel 1964, dopo aver trascorso quattro anni negli USA, prese servizio all'Università di Milano. Nel 1970 divenne professore associato di matematica all'Università di Cagliari e nel 1973 docente ordinario all'Università di Venezia. Dal 1975 al 1984 fu professore di matematica finanziaria all'Istituto Universitario di Bergamo , di cui in seguito divenne rettore. Per un periodo insegnò anche all'Università La Sapienza di Roma, dove tra l'altro fu direttore della scuola di specializzazione in politica bancaria e diritto bancario.
Visiting professor presso il Massachusetts Institute of Technology, la Case Western Reserve University, la Cornell University e la Purdue University, nel 1984 fu titolare di una borsa di studio Fulbright. Dal 1984 al 1994 fu condirettore del gruppo di studio per il sistema bancario italiano presso la New York University. Fu consulente al Fondo monetario internazionale e alla Banca mondiale, nonché membro di vari comitati dell'OCSE.
Fu cofondatore, nel 1977, del Journal of Banking and Finance (Elsevier), di cui fu anche tra i curatori editoriali. Nel 1988 divenne Presidente della European Finance Association e, dal 1990 al 1996, fu Presidente dell'Istituto Italiano di Opzioni e Futures.
Giorgio Szegö morì ottantacinquenne a Milano il 14 aprile 2020. 